# Snövit och Rosenröd

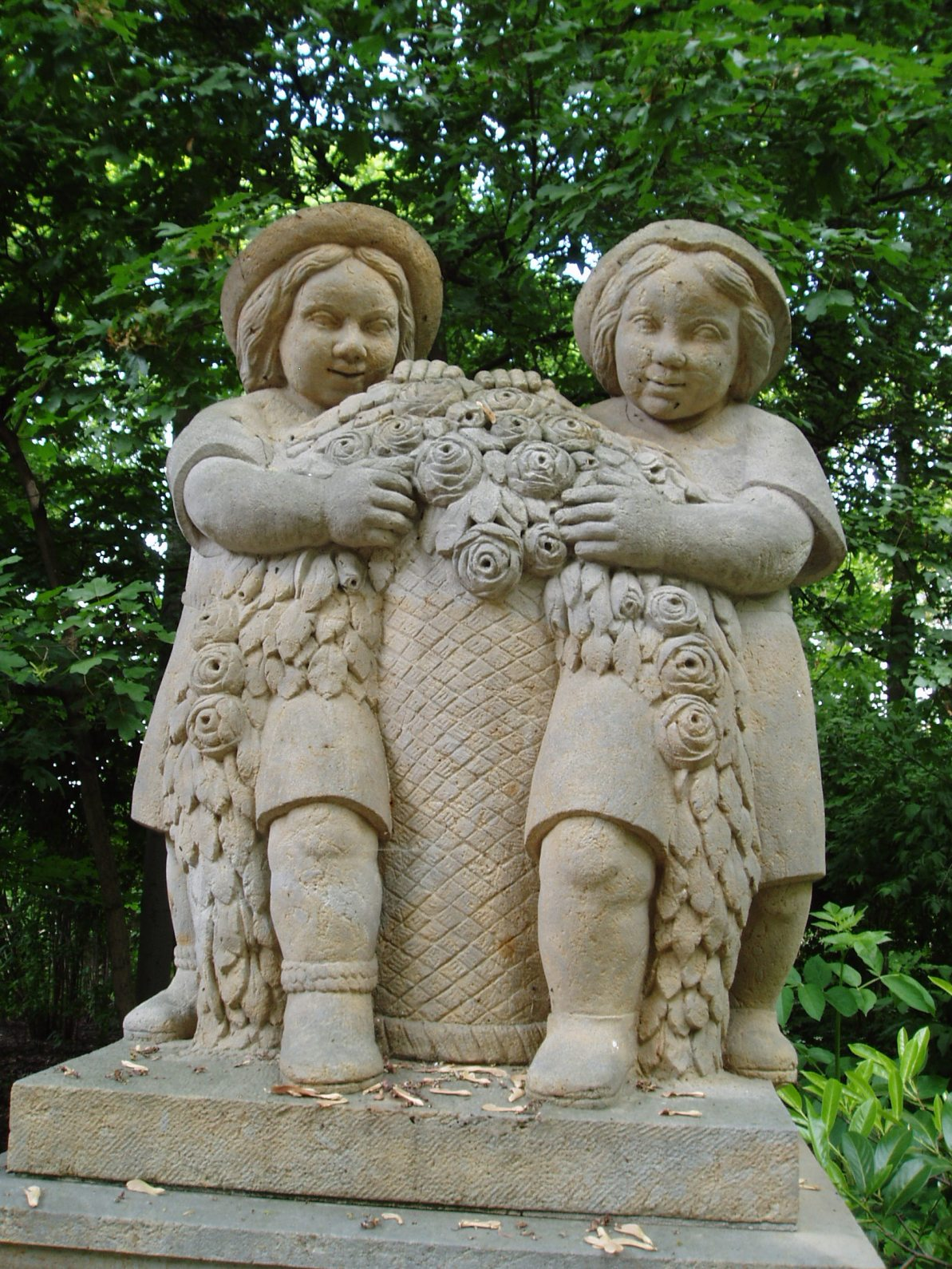
Snövit och Rosenröd, staty i Volkspark Friedrichshain, Berlin

Snövit och Rosenröd (tyska: Schneeweißchen und Rosenrot) är en tysk saga som bland annat är upptecknad av bröderna Grimm (KHM 161).

## Handling
De två små flickorna Snövit och Rosenröd bor med sin mor i en stuga i skogen. Under en snöstorm får de påhälsning av en björn. Han blir flickornas lekkamrat. När våren kommer ger han sig av för att skydda sina egendomar mot en elak dvärg.
När flickorna en dag samlar ris i skogen får de syn på en dvärg som har fastnat med skägget. De hjälper honom loss men får bara skällsord som tack. Under sommaren hjälper de dvärgen ett flertal gånger med samma otacksamma resultat. En dag ser flickorna hur björnen angriper dvärgen. Dvärgen försöker förmå björnen att ge sig på flickorna i stället, men björnen blir vred och slår ihjäl dvärgen med sin ram. I detsamma får björnen mänsklig gestalt. Han visar sig vara en prins som hade blivit förtrollad av dvärgen. Prinsen gifter sig med Snövit och hans bror med Rosenröd.